# گژگوش چیورا
گژگوش چیورا (لهستانی: Grzegorz Cziura; ۳ ژانویهٔ ۱۹۵۲ – ۱۷ ژوئیهٔ ۲۰۰۴) وزنه‌بردار اهل لهستان بود.